# Bernard Kouchner
Pour les articles homonymes, voir Kouchner.
Bernard Kouchner (prononcé [kuʃ.nɛʁ]) est un médecin et homme politique français né le 1er novembre 1939 à Avignon (Vaucluse). Cofondateur de Médecins sans frontières et de Médecins du monde, il a été ministre de différents gouvernements.
Médecin de formation, Bernard Kouchner a connu une vie militante, qui l'a conduit à adhérer à l'Union des étudiants communistes, au début des années 1960, au Parti socialiste, au PRG, puis à nouveau au Parti socialiste.
Militant de l'action humanitaire, fondée sur le droit international humanitaire, il a tenté de faire admettre au sein de l'ONU l'idée d'un « droit d'ingérence humanitaire », qu'a essayé de théoriser avec lui, à la fin des années 1980, le professeur de droit Mario Bettati notamment, mais sans succès en droit international public positif, ni à l'ONU, qui lui a préféré la notion de « responsabilité de protéger » reconnue par nombre de résolutions de l'Assemblée générale, du Conseil de sécurité et du Conseil des droits de l'homme.
Il est plusieurs fois secrétaire d'État et ministre (Action humanitaire, Santé) au sein des gouvernements socialistes de Pierre Bérégovoy et Lionel Jospin. De 1999 à 2001, il exerce les fonctions de Haut représentant du secrétariat général de l'ONU au Kosovo.
Du 18 mai 2007 au 13 novembre 2010, Bernard Kouchner est ministre des Affaires étrangères et européennes des gouvernements François Fillon I et Fillon II au titre de l'« ouverture » pratiquée par le président UMP Nicolas Sarkozy, ce qui lui vaut d'être exclu du Parti socialiste.
En juin 2011, il fonde une société de conseil pour les grandes entreprises et les gouvernements étrangers, activités qui lui valent beaucoup de critiques.

## Biographie

### Origines et études
Bernard Jean Kouchner naît le 1er novembre 1939 à Avignon. Il est le fils de Georges Kouchner (1er mars 1911, Paris – 10 juillet 1999, Fontenay-sous-Bois), médecin français, fils d’immigrés juifs lettons, et de Léone Mauric (24 avril 1911, Boulogne-Billancourt – 2009, Massognes), infirmière bénévole de la Croix-Rouge, issue d'une famille protestante.
Du côté paternel, George Kouchner est le fils de Samuel Kushner (3 mai 1870, Dwinsk – juillet 1944, Auschwitz) et de Rachel Tzinmann (15 janvier 1873, Dwinsk – juillet 1944, Auschwitz). Samuel avait quitté la Lettonie pour la France en 1908 et avait fait venir son épouse Rachel l'année suivante. Ils sont naturalisés français en 1925. Pendant la Seconde Guerre mondiale Samuel et Rachel, devenus septuagénaires, sont arrêtés en 1944 et déportés au camp de concentration d'Auschwitz. Ils font partie du convoi no 76 parti de la gare de Bobigny, le 30 juin 1944.
Du côté maternel, Léone Mauric est la fille de Léon Mauric (27 septembre 1862, Orange – décédé) et d’Augustine Marie Testanière (1883 – décédée).
Après avoir été pensionnaire chez les jésuites au collège Saint-François-de-Sales d'Évreux, Bernard devient jeune militant actif au lycée Voltaire à Paris, comme son frère Gérard. Il n'hésite ainsi pas à prendre le car vers Le Havre pour aller soutenir des grèves de dockers. Il suit des études de médecine dans les années 1960 tout en menant des activités militantes intenses à la rédaction de Clarté, le journal de l'Union des étudiants communistes. Bernard Kouchner a hérité de son père Georges un athéisme radical. Exceptionnellement, il se plie au rituel du judaïsme comme lorsqu'il récite la prière du Kaddish sur la tombe de son amie Ania Francos en 1988. Sans renier son identité juive, il peut être agacé par les « imbéciles qui lui demandent s'il se sent juif » : « Moi, Monsieur, je suis juif quand je veux », lance-t-il en guise de boutade à Michel-Antoine Burnier en 1991. Face à l'abbé Pierre qu'il a beaucoup fréquenté dans les années 1990, il développe l'idée qu'il se fait des Juifs :

« Je pense que les Juifs ont un devoir supplémentaire, un devoir de plus que les autres hommes. Je pense que les Juifs sont chargés d'être justes. Je pense que les Juifs, parce qu'ils ont eu connaissance de ce qui est arrivé aux leurs, ne peuvent pas profiter de la vie comme les autres. »

### Militant à l'UEC, à Clarté, au comité Vietnam (1958-1968)
Bernard Kouchner qui a fréquenté les Jeunesses communistes dès l'âge de 14 ans rejoint l'UEC au moment de la guerre d'Algérie, par antifascisme. En 1961, à l'époque où l'OAS fait la une des journaux, il participe au Front universitaire antifasciste, fondé en 1961, qui réunit des militants de la gauche de l’UEC mais comprend aussi en son sein un certain nombre d’étudiants du PSU et de la Jeunesse étudiante chrétienne. Avec d'autres militants, il assure la protection de l'appartement de Simone de Beauvoir. Il participe également au groupe UEC. Mais, recruté par Jean Schalit, c'est surtout au sein de l'équipe de rédaction du journal Clarté que s'exprime le militantisme de Kouchner au sein de l'UEC. Il y rencontre Michel-Antoine Burnier dont il resta proche tout au long de sa carrière. Le travail pour Clarté l'amène à fréquenter un certain nombre d'intellectuels de renom : Jacques Monod, Louis Aragon, Claude Roy. En 1963, il publie dans Clarté une « Lettre à un moderne Rastignac » où il conseille à ceux qui veulent réussir de décrier la société : 

« Je suis communiste et Rastignac. Paradoxe ? Détrompez-vous ; le mélange n'est pas détonnant. Il est même étonnamment efficace. Vous riez ? Je vous attends… »

À cette époque, les étudiants communistes de l'UEC sont en conflit ouvert avec la direction du PCF et se sentent plus proches des positions du Parti communiste italien qui s'est engouffré dans la critique de Staline amorcée par Khrouchtchev au moment où le Parti communiste français dirigé par Maurice Thorez reste beaucoup plus timoré sur ce point. Kouchner fait partie des « Italiens ». La reprise en main définitive de l'UEC et l'éviction des « Italiens » de la direction ne sera chose faite qu'en 1965. Entretemps, Jean Schalit met sur pied Clarté-voyage et organise un voyage à Cuba dont font partie une bonne partie des dirigeants de l'UEC. C'est l'occasion pour Kouchner d'interviewer Fidel Castro.
Kouchner qui n'a jamais adhéré au PCF mais seulement à l'UEC, quitte la mouvance communiste en 1965, lorsque les « Italiens » sont écartés. Toujours aux côtés de Jean Schalit et Michel-Antoine Burnier, il siège à la direction du Comité Vietnam national qui pourfend l'impérialisme américain qui s'englue dans la guerre du Viêt Nam. Il poursuit également des activités journalistiques en participant toujours avec Burnier à la création du journal L’Événement d'Emmanuel d'Astier de La Vigerie.
Pendant les événements de Mai 68, Kouchner participe activement à la rédaction d'un « Livre blanc » de la faculté de médecine.

### Le «French doctor» des années 1970
Après Mai 68 dans lequel il ne s'est que modérément impliqué, Bernard Kouchner, qui a terminé ses études de gastro-entérologie mais n'a pas encore passé sa thèse, apprend par un de ses amis, Marek Halter, que la Croix-Rouge française recrute des médecins pour faire face aux problèmes humains consécutifs à la guerre du Biafra. Kouchner séjourne au Biafra à trois reprises, de septembre à octobre 1968, en décembre 1968 et d'octobre à novembre 1969, avec Louis Schittly avec qui il fondera, plus tard, Médecin Sans Frontière (Louis Schittly). Le responsable de la mission, Max Récamier, et Kouchner rompent le devoir de réserve imposé par le CICR et témoignent dans les colonnes du Monde daté du 28 octobre 1968, prenant fait et cause pour les rebelles biafrais. Plus tard, dans Le Nouvel Observateur du 19 janvier 1970, sous le titre « Un médecin accuse », Kouchner écrit ceci : 

« Comment peut-on être de gauche et laisser massacrer deux millions d’individus ? Le massacre des Biafrais est le plus grand massacre de l’histoire moderne après celui des Juifs, ne l’oublions pas. Est-ce que cela veut dire que le massacre de millions d’hommes n’a pas de dimension politique ? […] La gauche, s’il en existe une, a fermé les yeux […] Sa préoccupation est simple : les gens qui meurent sont-ils de gauche ? »

Parallèlement à ses missions humanitaires à l'étranger qui ne sont pas rémunérées, tout au long des années 1970 et 1980, jusqu'en 1988, Kouchner travaille à l'hôpital Cochin, à Paris comme gastro-entérologue. Il exerce également dans une polyclinique de la rue Claude-Bernard. En plus de sa carrière médicale, il collabore régulièrement avec le magazine Actuel fondé par Jean Georgakarakos et Jean Luc Young, et la participation de son ami Michel-Antoine Burnier. Son père Georges, qui avait lancé une série de journaux médicaux plus ou moins liés à des laboratoires pharmaceutiques, lui en laisse la direction au début des années 1970. Beaucoup d'anciens « Italiens » de l'UEC font des piges pour ces journaux. Cette façon d'exercer des activités multiples est à l'origine du titre du livre Les 7 Vies du Dr Kouchner que Burnier consacra à son ami. De 1976 à 1986, Kouchner se procure de substantiels revenus comme scénariste des soixante épisodes de la série télévisée Médecins de nuit sous le pseudonyme de Bernard Gridaine.
Après le Biafra, Kouchner participe à d'autres missions humanitaires dans les points chauds du globe comme la Jordanie, en 1970. Il fait souvent équipe avec René Frydman, comme lui ancien de l'UEC. En 1987, il a commenté auprès d'Hervé Hamon et Patrick Rotman, journalistes et historiens de cette génération de l'UEC, ce que représentait pour lui cette série d'aventures : 

« Bien des fois, au Kurdistan, au Liban, j'ai éprouvé cet étrange sentiment qui pousse à aller jusqu'au bout de l'aventure, à courir les plus grands risques, à goûter le délicieux frisson du danger, à frôler le grand saut. Des années après, j'ai saisi que l'aide humanitaire, j'en faisais d'abord pour moi-même… »

En décembre 1971, Bernard Kouchner participe à la création de Médecins sans frontières aux côtés d'hommes de terrain comme Max Récamier, Xavier Emmanuelli, Louis Schittly et de membres de l'équipe du journal médical Tonus, Raymond Borel et Philippe Bernier. Kouchner revendique avoir proposé et défendu le nom de « Médecins sans frontières » alors que d'autres fondateurs avaient proposé « Secours médical français ». Dans la charte de MSF, Philippe Bernier introduisit une règle inspirée de la Croix-Rouge stipulant que les membres « respectent le secret professionnel et s'abstiennent de porter un jugement ou d'exprimer une opinion […] à l'égard des événements, des forces, et des dirigeants qui ont accepté leur concours. » Kouchner tenta, en vain, de s'opposer à cette règle en expliquant qu'en rendant publics les crimes de masse, on pourrait contribuer à arrêter les massacres.
En mission à Saïgon, en 1975, au moment de l'offensive finale nord-vietnamienne, Kouchner a l'occasion de s'intéresser à nouveau au Viêt Nam. En 1979, il participe à l'opération « Un bateau pour le Vietnam » qui aboutit à affréter un bateau, L'île de lumière, chargé de venir en aide aux rescapés qui fuient les régime communiste sur de frêles embarcations, où beaucoup périssent, et que l'on appelle les « boat people ». L'Île de lumière servira à partir d'avril 1979  de bateau hôpital, au large de l'île malaise de Pulau Bidong et de l'île indonésienne de Pulau Galang où s'entassent des dizaines de milliers de réfugiés. Le bateau bénéficie d'une ample couverture médiatique qui fait connaître Kouchner au grand public. Néanmoins, au sein de MSF, l'idée de Kouchner rencontre une forte opposition, Xavier Emmanuelli, « l'ami de toujours », publiant dans Le Quotidien du médecin du 23 novembre 1979 un article intitulé « Un bateau pour Saint-Germain-des-Prés », qui souligne le côté médiatique et vain de l'opération.
Désavoué par la direction, Kouchner obtient cependant une forte minorité au congrès annuel de MSF qui se tient à Paris en juin 1979. Le président sortant, Claude Malhuret, ne cite pas L'Île de Lumière dans son rapport moral, met en avant le succès des opérations à long terme en Thaïlande ou en Ogaden et s'en prend à l'indiscipline des « kouchnériens » : « On ne peut pas faire des coups spectaculaires seuls. » Malhuret réclame l'anonymat dans les missions. Kouchner se défend en dénonçant « les bureaucrates de la charité, les technocrates de l'assistance ». Malgré patient effort de collecte des mandats les semaines précédentes, le rapport de Malhuret n'est approuvé que par 80 voix contre 30 et qu'une vingtaine d'abstentions, ces deux options totalisant environ 40 % mandats. Kouchner quittera un an après définitivement MSF pour fonder Médecins du monde en 1980,.
Kouchner a tenté de promouvoir la notion de droit d'ingérence, développée par Jean-François Revel et qu'a essayé de théoriser avec lui, à la fin des années 1980, le professeur de droit Mario Bettati notamment, mais sans succès en droit international public positif, ni à l'ONU, qui lui a préféré la notion d'origine canadienne de « responsabilité de protéger » (abréviation en anglais : R2P), plutôt fondée sur la protection internationale des droits de l'homme. En particulier, lors du Sommet mondial de 2005, tous les chefs d’État et de gouvernement ont affirmé la responsabilité de protéger les populations du crime de génocide, des crimes de guerre, du nettoyage ethnique et des crimes contre l’humanité.

### Compagnon de route des socialistes (1986-2007)
Après l'accession au pouvoir de François Mitterrand en 1981, on trouve un certain nombre d'anciens « Italiens » de l'UEC dans les cercles du pouvoir. Parmi eux, Roland Castro qui présente Kouchner à Mitterrand.
En 1987, le président Mitterrand et son Premier ministre Jacques Chirac honorent de leur présence un colloque organisé par Kouchner sur le thème de « Droit et morale humanitaire ». Les deux hommes soutiennent l'idée du devoir d'ingérence défendu par Kouchner. « J'ai noté une belle formule, une belle expression du docteur Kouchner : la morale de l'extrême urgence… » aurait glissé le président Mitterrand. À cette époque, Chirac, Premier ministre, s'affiche beaucoup plus favorable au droit d'ingérence que le président Mitterrand. Il a créé dans son gouvernement un poste de « secrétaire d'État aux Droits de l'homme » confié à Claude Malhuret que Kouchner considère toujours comme un usurpateur depuis sa prise de pouvoir de MSF en 1979.
À la veille de l'élection présidentielle française de 1988, deux jours avant le premier tour, dans un texte cosigné par Bernard-Henri Lévy paru dans Le Monde, Kouchner prend position pour le candidat Mitterrand tout en exprimant une vision politique qui se veut moderniste et qui n'est pas forcément celle qui domine au sein du Parti socialiste.

« Et si la gauche française entrait enfin, avec quelques décennies de retard dans le XXe siècle ? Et si, sans perdre pour autant son âme […] elle s'apprêtait à rompre pour de bon avec ce corpus philosophique et culturel poussiéreux, qui la tenait prisonnière du siècle précédent et qu'on appelait le socialisme ? C'est ce pari, qui aujourd'hui, nous anime. »

Bernard Kouchner qui caracole dans le peloton de tête des sondages de popularité des personnalités françaises est nommé secrétaire d'État chargé de l'insertion sociale dans le premier gouvernement Rocard. Ceci ne le met pas à l'abri d'un échec électoral cuisant auquel il doit faire face dans la 20e circonscription du Nord aux législatives de 1988 qui suivent la présidentielle de moins de deux mois. Il est parachuté par le Parti socialiste dans un bastion communiste. Il arrive loin derrière son adversaire communiste Alain Bocquet et son score est bien inférieur à la moyenne socialiste dans le département. Alors qu'il hésite à se maintenir au deuxième tour en tentant de rallier les voix centristes pour battre le candidat communiste, il est contraint, après le retrait de son suppléant socialiste, d'accepter la discipline de parti et de se retirer.
Malgré cet échec électoral, Bernard Kouchner conserve son poste au gouvernement à l'encontre de la tradition républicaine qui veut qu'un ministre battu à une élection législative présente sa démission, tradition à laquelle se conforment pourtant à la même date Georgina Dufoix et Catherine Trautmann. La raison invoquée sera qu'au contraire des deux précédentes, il n'était pas député sortant. Il fit ensuite partie de presque tous les gouvernements socialistes de 1988 à 2001 : secrétaire d'État chargé de l'Action humanitaire dans le deuxième gouvernement Rocard, secrétaire d'État auprès du ministre d'État, chargé de l'Action humanitaire dans le gouvernement Cresson, ministre de la Santé et de l’Action humanitaire dans le gouvernement Pierre Bérégovoy, secrétaire d'État puis ministre délégué chargé de la Santé dans le gouvernement Jospin. En 1988, il est considéré comme trop incontrôlable par Mitterrand pour prendre en charge le ministère de la santé. Il se constitue un cabinet pléthorique dans lequel des anciens copains d'Actuel comme Patrick Rambaud côtoient le juriste Mario Bettati qui a donné des bases juridiques théoriques au droit d'ingérence et des grands professeurs de médecine comme Alexandre Minkowski.
Avec ses fonctions de secrétaire d'État à l'Action humanitaire, la vie de Bernard Kouchner reste ponctuée de déplacements dans les régions du monde troublées. En 1989, il a ainsi l'occasion de se rendre au Soudan où il franchit la frontière sans l'autorisation du gouvernement de Khartoum en vertu de la résolution 43/131 portant « droit d'accès aux victimes des catastrophes naturelles et des situations d'urgence du même ordre » qui avait été votée par l'Assemblée générale de l'ONU en décembre 88 sur proposition de Kouchner au nom de la France. Il s'embarque également avec un hôpital mobile au Salvador où une guerre civile a éclaté. Il est également en Roumanie au moment de la chute de Nicolae Ceaușescu et au Liberia, à Monrovia anéantie par la guerre civile.
Le 28 juin 1992, Kouchner, alors ministre de la Santé et de l'Action humanitaire, accompagne le président Mitterrand à Sarajevo. Pierre Péan a écrit que c'est à cette occasion qu'il a gagné la confiance de Mitterrand et qu'il a bénéficié dans les huit derniers mois du gouvernement Pierre Bérégovoy d'un statut de « ministre-bis des Affaires Étrangères ». Péan ajoute qu'il avait pris le pas sur le ministre en titre Roland Dumas et aussi sur le ministre de la défense, Pierre Joxe. Ainsi, c'est contre l'avis de Joxe qu'il aurait engagé la France dans l'intervention militaro-humanitaire de Somalie en décembre 1992. Kouchner avait inspiré une campagne de collecte de riz dans les écoles le 20 octobre 1992 et le 5 décembre, il est présent sur les plages somaliennes devant les caméras de télévision et son image, sac de riz à l'épaule fera le tour des médias.
Ministre à part entière, à la Santé, en 1992 dans le gouvernement Pierre Bérégovoy, Kouchner consacre une partie de son énergie à répandre les traitements antidouleur dans les établissements hospitaliers français. Il met également en route une loi sur la bioéthique que les responsables de la Santé firent plus tard aboutir dans le Gouvernement Balladur, Simone Veil et Philippe Douste-Blazy. En 1997, Kouchner supporta mal la tutelle de Martine Aubry, alors qu'il n'est plus que secrétaire d'État chargé de la Santé dans le gouvernement Jospin. Martin Hirsch est alors son directeur de cabinet. Il quitte le gouvernement en 1999 pour accomplir sa mission de haut représentant de l'ONU au Kosovo. Lorsqu'il reprend son poste en 2001, il doit faire face à la crise de la vache folle. Il fait également voter la loi qui porte son nom sur le droit des malades.
En 1993, après la victoire de la droite aux élections législatives, Kouchner crée la Fondation pour l’action humanitaire qui s'investit notamment dans la lutte contre le sida et l'installation de boutiques d'accueil pour les SDF. Bien que n’étant pas membre du PS, il est élu en 1994 sur la liste européenne du parti socialiste conduite par Michel Rocard après avoir annoncé le 3 octobre 1993 la constitution d'une liste indépendante. Selon Michel-Antoine Burnier, il commet alors une gaffe et une erreur politique. La gaffe consiste à se vanter, au soir des élections, de n'avoir pas voté pour sa propre liste. L'erreur politique consiste à adhérer en 1996 au Parti radical de gauche rebaptisé « Radical », sur les traces de Bernard Tapie. Il y prend le titre de « président délégué à l'innovation politique ». Il s’est prononcé, à titre personnel, en faveur de la réforme Juppé de la Sécurité sociale. Il préside l'association « Réunir » et est à la fois proche de Michel Rocard et de Lionel Jospin. Il subit un nouveau grave échec lors d'une élection législative partielle en 1996 à Gardanne où il tentait de prendre la succession de Bernard Tapie, lequel avait été déchu de son mandat et où il est encore une fois devancé par un communiste, Roger Meï. Un ultime essai de parachutage l'année suivante en Lorraine échoua devant le ferme refus des militants socialistes locaux. Il adhère au PS le 6 octobre 1998.

### Haut représentant de l'ONU au Kosovo (1999-2001)
De janvier à mars 1999 se tint près de Paris, sous l'égide de l'OTAN, la conférence de Rambouillet, réunissant les représentants de la république fédérale de Yougoslavie dirigée par Slobodan Milošević et des représentants des Albanais du Kosovo, notamment l'UÇK, pour tenter de trouver une solution à la guerre civile du Kosovo. La conférence n'aboutit pas, et le 24 mars, l'aviation de l'OTAN commence à bombarder la Serbie pour contraindre Milošević à retirer les troupes serbes du Kosovo. Pour Bernard Kouchner, alors secrétaire d'État à la Santé, il s'agit d'une victoire :
« Combien de fois l'avons-nous espéré : un jour viendra […] où nous pourrons dire à un dictateur : « Monsieur le dictateur, nous allons vous empêcher d'opprimer, de torturer, de massacrer vos populations. » Cette intervention dans l'ancienne Yougoslavie, nous l'avons réclamée dès 1991 […] et pour le Kosovo, depuis huit ans. »
Il faut attendre le 10 juin pour que Milošević cède et retire ses troupes du Kosovo. 45 000 soldats de l'OTAN s'installent alors au Kosovo. Le ministre français des Affaires étrangères de l'époque, Hubert Védrine, ne partage pas les idées de Kouchner sur le droit d'ingérence mais il a l'idée de proposer Kouchner pour diriger la mission d'administration intérimaire des Nations Unies au Kosovo (MINUK). Finalement, le 2 juillet, Kofi Annan, Secrétaire général des Nations unies, annonce la nomination de Bernard Kouchner comme Haut-représentant du Secrétariat général des Nations unies au Kosovo.
Bernard Kouchner a ainsi administré le Kosovo en tant que Haut représentant de l'ONU de juillet 1999 à janvier 2001. Cette mission faisait suite au vote de la résolution 1244 du conseil de sécurité qui autorisait l'établissement d'une autorité « administrative internationale civile », autrement dit la MINUK.
Pendant dix-huit mois, il applique la politique de l'ONU consistant à créer une administration et un système politique pour combler les lacunes laissées par la séparation de la Serbie et à remettre sur pied une économie anéantie par les trois ans de la guerre. Cette politique aboutit à des élections municipales à la fin de l'an 2000. La procureure du Tribunal pénal international pour l'ex-Yougoslavie Carla Del Ponte dénoncera par la suite le refus de toute coopération opposé à ses enquêteurs par Bernard Kouchner notamment pour celles concernant le chef de l'aile politique de l'Armée de libération du Kosovo (UÇK) Hashim Thaçi soupçonné de différentes pratiques mafieuses (trafic de drogues et trafic d'organes),. Selon l'ancien commandant de la police de la Minuk, Stu Kellock, « ... il est impossible qu'il n'ait pas eu d'informations sur le crime organisé au Kosovo. Le commissaire de police l'informait régulièrement, et les médias lui posaient de nombreuses questions à ce sujet ».
Bernard Kouchner a par la suite été un candidat malheureux à différents postes à hautes responsabilités au sein des Nations unies : Haut commissaire aux réfugiés (HCR) en 2005, et directeur général de l'Organisation mondiale de la santé (OMS) en 2006.

### Le socialiste marginal (2002-2007)

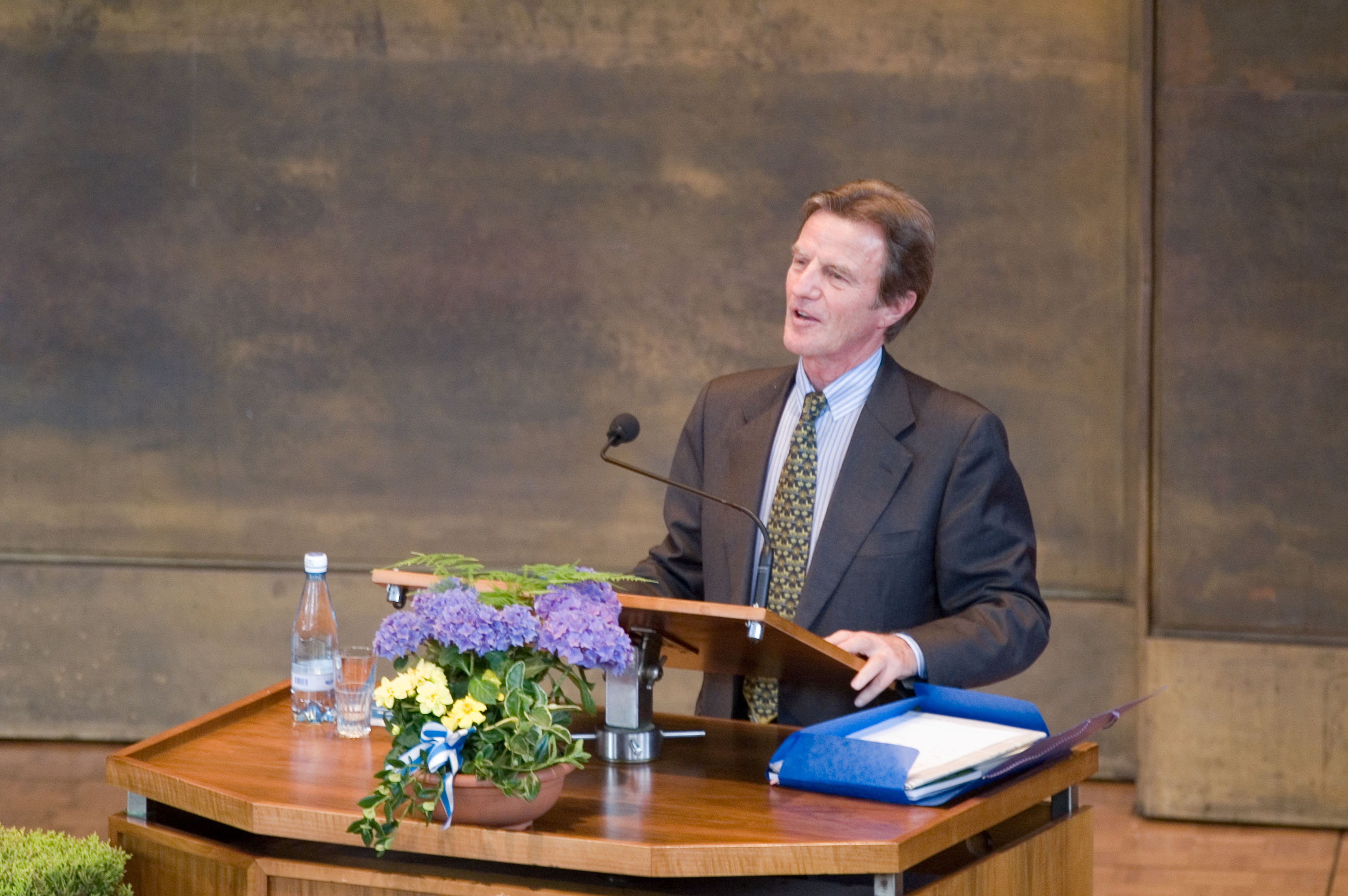
Bernard Kouchner, le 17 mai 2006.

Le 6 février 2001, il est nommé ministre de la Santé dans le gouvernement Jospin. Il reste à ce poste jusqu'au 7 mai 2002. Il donne en particulier son nom à la loi du 4 mars 2002 relative aux droits des malades et à la qualité du système de santé.
« Que faire et comment gagner sa vie quand on n'est plus ministre, ni député ni fonctionnaire ? » C'est la question que pose Michel-Antoine Burnier en évoquant la situation de Bernard Kouchner en 1993 après la victoire électorale de la droite. La même question se pose à nouveau après la défaite de Jospin à la présidentielle de 2002. Et Burnier d'expliquer qu'en 1993, la candidature de Kouchner à un poste de professeur de médecine humanitaire à l'hôpital Cochin a été bloquée par le professeur Bernard Debré qui déclara qu'il ne suffisait pas d'avoir sa carte au PS pour devenir professeur, qu'en 2002 il est parti enseigner six mois à l'école de santé publique d'Harvard et qu'à son retour à Paris, en 2003, il devient titulaire de la chaire Santé et Développement au CNAM. Burnier souligne que Kouchner est alors beaucoup plus disponible pour s'occuper de ses enfants dont les aînés sont déjà engagés dans la vie active et dont le dernier va passer le bac. En 2009, le livre Le monde selon K de Pierre Péan porte à la connaissance du grand public que Kouchner a également exercé une activité de consultant rémunérée en proposant ses services auprès de grands groupes comme Pfizer ou Total ou auprès de gouvernements africains comme celui du Gabon ou du Congo. Son rapport sur les activités de Total en Birmanie avait déjà fait l'objet d'une controverse publique en 2003.
D'après Pierre Péan, Bernard Kouchner a touché 4,4 millions d'euros pour ses activités de consultant auprès de régimes africains (2,6 millions du gouvernement gabonais de Omar Bongo et 1,8 million du gouvernement congolais de Denis Sassou-Nguesso), ce que celui-ci conteste, affirmant n'avoir perçu qu'une rémunération mensuelle d'environ 6 000 euros. En octobre 2007, La Lettre du Continent indique que Bernard Kouchner a perçu un paiement de 863 000 euros du Gabon peu avant d'entrer au gouvernement Sarkozy.
Bernard Kouchner est longtemps resté à l'écart de la vie politique du parti socialiste. Il a publiquement défendu des mesures de droite contestées par son parti, comme le contrat nouvelles embauches ou l'ouverture du capital d'EDF. Il se décrit lui-même comme un militant de gauche de tendance sociale-démocrate.
Le 11 janvier 2006, il se dit « candidat à des primaires à l'italienne » pour l'élection présidentielle de 2007.
En 2004, François Hollande, premier secrétaire du parti socialiste nomme Kouchner « secrétaire national pour l'innovation sociale et politique », plus pour l'attacher que pour l'écouter, précise Burnier. Dans un sondage de popularité Ipsos - Le Point d'octobre 2005, Kouchner arrive en tête des personnalités pour lesquelles les Français aimeraient voter, juste devant Sarkozy. Dès lors, Kouchner va se mettre en posture pour devenir candidat à la présidentielle de 2007, mais à la fin de l'été 2006, devancé dans les sondages par Ségolène Royal, il doit se faire à l'idée de renoncer à sa candidature. Toutefois, le site Bernardkouchner2007 poursuit son existence jusqu'à l'élection présidentielle. En décembre 2006, Bernard Kouchner indique qu'il se verrait bien ou pourquoi pas dans un gouvernement d'union nationale si Nicolas Sarkozy était élu, tout en réaffirmant sa fidélité au Parti socialiste.
En février 2007, il rejoint l'équipe de campagne de la candidate socialiste Ségolène Royal tout en prônant l'ouverture politique comme la propose François Bayrou. Dans cette logique, et à la suite de l'appel de Michel Rocard pour un accord PS-UDF, il prend position pour un rapprochement avant le premier tour entre Ségolène Royal et François Bayrou, dans une interview accordée au Journal du dimanche du 15 avril 2007.

### Ministre des Affaires étrangères (2007-2010)
Le 18 mai 2007, bien que membre du Parti socialiste, il accepte de participer au gouvernement François Fillon I, en tant que ministre des Affaires étrangères et européennes. Le PS, par la voix de son Premier secrétaire, a aussitôt précisé qu'une procédure d’exclusion à son encontre sera enclenchée rapidement. Après cette exclusion, Bernard Kouchner n'a pas rejoint d'autre parti politique.
Bernard Kouchner a signé un article intitulé « Pourquoi j'ai accepté » et publié dans l'édition datée du 20 mai 2007 du journal Le Monde, où il s'explique sur son ralliement à un gouvernement de droite en se revendiquant social-démocrate. Ses prises de position ultérieures en politique intérieure sont parfois critiquées à l'intérieur de son nouveau camp. Début mai 2009, il déclare ne pas savoir encore pour qui il va voter aux élections européennes du mois suivant ; devant la polémique et les pressions, il fait machine arrière trois jours plus tard en affirmant son soutien à la liste de la majorité conduite par Michel Barnier.
Il favorise au ministère des Affaires étrangères la nomination de fonctionnaires proches de la ligne des néoconservateurs américains.
Il se rend en Irak pour un voyage officiel de trois jours, le 19 août 2007. Le ministre est le premier haut responsable français à y aller depuis l'invasion américaine de mars 2003, à laquelle la France s'était opposée. Il y rencontre des représentants de toutes les communautés, y compris celle des catholiques chaldéens, et suggère « une piste de travail [qui] pourrait être un partenariat entre trois « piliers » : les Américains parce qu'ils sont là, un gouvernement irakien peut-être un peu plus habile que celui qui existe actuellement et les Nations unies avec une présence élargie ». À cette occasion, il formule des excuses au gouvernement irakien pour avoir proclamé dans le pays qui l'invitait : « Beaucoup de gens pensent que le Premier ministre devrait être changé. Mais je ne sais pas si cela va se produire, parce qu'il semble que le président [George W.] Bush est attaché à M. Maliki. Mais le gouvernement ne fonctionne pas. »
Bernard Kouchner déclare le 16 septembre 2007 que la crise du nucléaire iranien impose de « se préparer au pire » qui est « la guerre ».
Dans le cadre de ses fonctions, en novembre 2007, Bernard Kouchner accompagne la politique étrangère de la France vis-à-vis de l'Allemagne, en enregistrant avec Frank-Walter Steinmeier, le ministre des Affaires étrangères et vice-chancelier allemand, dont il partage la spiritualité, et le chanteur allemand Muhabbet une chanson dont l'objectif est de promouvoir la compréhension et l'amitié des Allemands envers la communauté germano-turque. Cet acte inhabituel, quoique officiel, est accompli en parallèle de la visite du président français dans le pays.
Bernard Kouchner se bat pour aider les réfugiés du Darfour, lors de son arrivée à ses fonctions de ministre des Affaires étrangères, il dit vouloir y ouvrir un couloir humanitaire. La guerre civile du Darfour, région riche en ressources naturelles, aurait fait 300 000 morts et 2,7 millions de déplacés selon l'ONU. Le docteur Denis Lemasson, de Médecins sans frontières, voit cela comme un mélange entre approches militaire et humanitaire, qui pourrait nuire à la sécurité des acteurs humanitaires sur le terrain,.

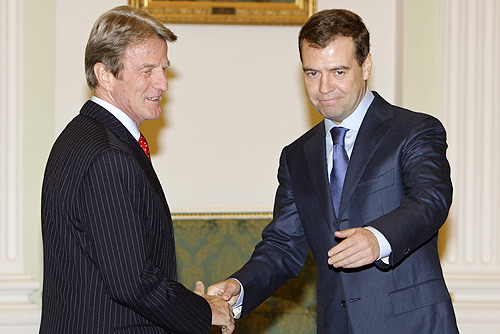
Bernard Kouchner et le président de la fédération de Russie, Dmitri Medvedev, le 21 mai 2008.

L'association L'Arche de Zoé, tente d'emmener en France des enfants du Tchad, les présentant comme orphelins du Darfour. Les membres de l'association sont arrêtés et inculpés par la justice tchadienne d'« enlèvement de mineurs en vue de compromettre leur état civil » et d'« escroquerie ». Éric Breteau, un des principaux organisateurs de l'association, accuse Bernard Kouchner, alors ministre des Affaires étrangères, d'être impliqué dans l'affaire.
Arnaud Montebourg l'accuse de ne jouer qu'un « tout petit rôle de figurant » après que le ministre a été plusieurs fois contraint de s'effacer derrière la cellule diplomatique de l'Élysée. Selon le député UMP Claude Goasguen, le ministère n'est pas dirigé par Kouchner, mais par Nicolas Sarkozy ; et assisté d'un cabinet, ainsi que d'un conseiller en communication, issu d'un bureau d'étude. Alain Minc participait au cabinet, ainsi qu'aux débats, surtout ceux ayant trait à la géostratégie, ou ce qui relevait de la mondialisation. On demandait souvent aussi, des avis à Bernard-Henri Lévy, des conseils économiques à Alain Madelin, Arnaud Lagardère, etc. Bernard Kouchner se voit ainsi être confronté à des spécialistes et à des experts, plus en phase avec le monde moderne, et être relégué au second plan, dès 2007. C'est après ces consultations et analyses que le chef de l'État tranchait, pour prendre une décision. Bernard Kouchner n'était jamais informé, mais il savait qui était consulté. Claude Guéant pouvait être consulté, s'il y avait des réserves, ou des hésitations plus difficiles. La crise de 2008 aura raison du dernier espace d'indépendance du ministre qui doit s'effacer pour laisser le dossier à des spécialistes rompus aux questions économiques, comme Christine Lagarde. Dès lors, Bernard Kouchner est vu comme une potiche, ou un figurant, par de nombreuses personnes de la classe politique, et des médias. Mais par orgueil, ou fierté, il reste au poste de ministre des affaires étrangères, même si son rôle n'est plus que fictif, dans la symbolique de montrer qu'un homme de gauche est à un poste important dans un gouvernement de Droite, pour concrétiser l'« ouverture », mais la réalité sera toute autre.
Après la crise de 2008, le rôle de Bernard Kouchner se voit de plus en plus limité à celui d'un observateur, ce qui le pousse à demander la création d'un secrétariat aux Droits de l'homme ; initiative qu'il regrette : en décembre 2008, il admet : « Je pense que j'ai eu tort de demander un secrétariat d'État aux Droits de l'Homme. C'est une erreur. Car il y a contradiction permanente entre les droits de l'Homme et la politique étrangère d'un État, même en France. » À contre-courant de son image d'humanitaire, ces déclarations lui font perdre aussitôt 10 points d'opinions positives. Le poste disparaît lors du remaniement du printemps suivant.
Lors d'une interview diffusée en juillet 2009 sur France Info concernant la répression en Chine des mouvements d'indépendance des Ouïghours, Bernard Kouchner qui ne semble pas trop maîtriser le sujet, évoque les faits et annonce « C'est une province chinoise mais les yoghourts ont toujours pensé que c'était chez eux. »
À compter du 4 juillet 2010, il devient secrétaire d'État à la Coopération et à la Francophonie, Alain Joyandet étant démissionnaire.
Dans son livre Deux ou Trois choses que je sais de nous, il explique au chapitre 11 intitulé « L’anglais avenir de la francophonie » que le français est une langue inutile, que cette langue n’a plus la capacité à décrire les réalités du monde moderne.

### Popularité
Bernard Kouchner a été cité depuis les années 2000 dans les sondages d'opinion comme une des personnalités publiques (a fortiori politiques) les plus populaires des Français, ce qui est souvent expliqué par sa présence médiatique, ses engagements humanitaires suscitant une large adhésion, ainsi que par son éloignement des combats « politiciens » (luttes d'appareil, désaccord systématique avec le camp adverse).
Sa décision de rejoindre un gouvernement de droite malgré son passé de gauche, lui a valu de nombreuses animosités à gauche, notamment dans les rangs du Parti socialiste.[réf. nécessaire]

### Activités post-gouvernementales
Il donne à partir de 2010 des conférences avec la société No Borders Consultants. Il est aussi recruté comme consultant par le président de la Guinée, Alpha Condé, dont il est un ami de longue date. Il aurait été, sur place, proche du groupe Bolloré.
Il vote en faveur de François Hollande, lors de l'élection présidentielle de 2012.
En 2013, il collabore, selon le journal Marianne, avec Siaci, une filiale d'assurances de la Compagnie Edmond de Rothschild.
L'Agence de modernisation de l'Ukraine (de), présentée en mars 2015 par MM. Bernard-Henri Lévy, Karl-Georg Wellmann et lord Risby, compte M. Kouchner parmi ses membres pour proposer un plan avant deux cents jours afin de redresser le pays,,.
Il soutient Emmanuel Macron, candidat En marche ! à l'élection présidentielle de 2017.
Il est administrateur de la banque d’affaires espagnole BDK Financial Group et l’a aidée à ouvrir en 2017 une filiale en Côte d'Ivoire, en partenariat avec La Poste de Côte d'Ivoire.

### Vie privée
Bernard Kouchner rencontre sa future femme, Évelyne Pisier, en 1964 lors du voyage à Cuba organisé pour les dirigeants de l'UEC. Pour elle, ce voyage a aussi été à l'origine d'une liaison avec Fidel Castro. Après Mai 68, alors que Bernard transforme son engagement politique en engagement humanitaire, Évelyne reste sur des positions révolutionnaires. Ils se marient et ont trois enfants, Julien né en 1970, et des jumeaux, Camille et Antoine, nés en 1975. En 1975, lors d'une mission au Viêt Nam, il écrit à sa femme : 

« […] C'est dans ces bois que se cachent les VC [Viêt-congs]. Toi, tu ris, car tu les aimes, les VC. Moi, je ne les hais pas. »

Mais en 1980, la rupture du couple ne résulte pas d'un différend politique : d'après Burnier, biographe et ami de Bernard Kouchner, Évelyne ne supportait pas le style de vie imposé par les missions incessantes de son mari : « Je venais de passer quelques années avec un héros, Fidel Castro, et j'en avais marre des héros », déclare-t-elle à propos d'une première rupture survenue dès la fin des années 1970. Dès le début des années 1980, après son divorce, Évelyne Pisier se met en couple avec le professeur de droit public Olivier Duhamel, qu'elle épouse en 1987.
Christine Ockrent, compagne de Bernard Kouchner à partir du début des années 1980, a un parcours à l'écart de tout mouvement révolutionnaire : fille d'un diplomate belge proche de Paul-Henri Spaak, elle effectue son début de carrière de journaliste aux États-Unis. Elle acquiert la célébrité en 1981 en devenant la présentatrice du journal de 20 heures sur Antenne 2. Elle n'est pas rebutée par les escapades humanitaires d'où son compagnon revient barbu, amaigri et insupportable.

« C'est ça qui m'intéresse, a-t-elle déclaré à Michel-Antoine Burnier. Bernard n'est sûrement pas un mec qui revient à six heures et demie du soir avec sa petite serviette. Je n'ai pas choisi ce genre de vie et je n'ai pas choisi ce genre d'homme. »

En 1986, ils ont un fils, Alexandre, qui deviendra acteur,,.
En 2021, la fille de Kouchner, Camille, dans son livre autobiographique La Familia grande, révèle les viols exercés sur son frère jumeau « Victor » par leur beau-père Olivier Duhamel.

## Diverses positions en politique internationale

### Tibet
Lors des troubles au Tibet en 1989, Jean-Paul Ribes écrit aux députés français et interpelle Bernard Kouchner, alors secrétaire d’État à l'Action humanitaire, qui publia un communiqué où la France exprimait son inquiétude. Treize parlementaires contacteront Jean-Paul Ribes et parviendront non sans difficulté à créer le groupe d'études sur la question du Tibet.
Dans la préface de l'ouvrage collectif Tibet, l'envers du décor (1993), il écrivait : « D’abord, il convient d’affirmer que le Tibet est un pays, avec un passé et un présent, comme le prouve le livre riche et passionnant qui suit. En 1950, la Chine a envahi puis annexé le Tibet. » Il dénonce alors le bilan catastrophique de l'occupation chinoise du Tibet : plus d'un million de Tibétains seraient morts, imposition par la politique de l'enfant unique entraînant avortements et stérilisations forcées, dévastations écologiques, stockage de déchets radioactifs et expériences nucléaires, mortalité infantile élevée, transfert massif de population chinoise au Tibet, suppression de la religion, pillage des monastères et du patrimoine. Il conclut en indiquant qu'avec la Chine, « qui offre ses marchés, on a préféré le commerce aux droits de l'homme » puis « En ces temps de certitudes brisées et de triomphe apparent de la Démocratie, alors que partout exclusions et nationalismes se renforcent, nos enfants nous jugeront sur notre attitude face aux malheurs des Tibétains. » Il a rencontré le 14e Dalaï Lama dès 1989 et à plusieurs reprises depuis. Il devait le rencontrer à Nantes, mais il le rencontrera le 22 août 2008, en compagnie de Carla Bruni-Sarkozy, lors de l'inauguration de temple de Lérab Ling de Sogyal Rinpoché à Roqueredonde près de Lodève.
En 2008, Bernard Kouchner alors Ministre des Affaires étrangères indique à propos du Tibet « Penser que la politique étrangère se résume à une attitude stricte de suivi des droits de l'homme, c'est une illusion ».

### Rwanda
En mai 1994, un mois après le début du génocide au Rwanda, alors que Kouchner n'est plus ministre, il se rend dans le pays avec Renaud Girard, alors grand reporter au Figaro dans le but d'évacuer des orphelins tutsis retenus à l'hôtel des mille-collines de Kigali. Sur place, le général Dallaire, commandant de la force de l'ONU, la Minuar qui contrôle l'hôtel des mille-collines, est hostile à ce projet « d'exporter des enfants rwandais… pour que quelques Français bien-pensants se sentent un peu moins coupables du génocide ». Kouchner obtient cependant l'accord de toutes les parties le 16 mai, mais rentre à Paris le 18 mai avant la réalisation du projet. L'évacuation commence le 4 juin.
À cette époque, dans une déclaration au journal Le Monde du 20 mai, Kouchner reste solidaire de la politique française au Rwanda :
« Dans toutes les politiques africaines, il y a des zones d'ombre […] mais il ne faut pas exagérer : au Rwanda, la France n'a pas soutenu que ceux qui sont devenus des assassins. Elle a respecté ses accords de gouvernement, mais elle a aussi soutenu les accords d'Arusha qui ouvraient la voie à une réconciliation nationale. »
Kouchner effectue deux autres voyages au Rwanda, à la mi-juin et fin juillet. Lors du voyage de mi-juin, il discute avec le leader tutsi Paul Kagame d'une possible intervention française (l'opération Turquoise). C'est en tant que député européen qu'il effectue le voyage de juillet alors que Kagame est devenu le vice-président du nouveau gouvernement rwandais. Dans son livre polémique Le monde selon K. paru en 2009, Pierre Péan a défendu l'idée que Kouchner radicalise alors son discours, devenant un militant de la cause tutsie, dénonçant à la fois la responsabilité exclusive des Hutus et le rôle néfaste de la France.

### Les Kurdes et l'Irak
Kouchner s'est rendu pour la première fois au Kurdistan irakien en septembre 1974, accompagné de ses collègues de MSF Max Récamier et Jacques Bérès. Il reste une quinzaine de jours dans le réduit contrôlé par Moustafa Barzani où vivent environ deux millions de personnes. Il y rencontre Idriss, le fils de Moustafa et constate que les Kurdes manquent plus de médicaments que de médecins. En France, le régime irakien de Saddam Hussein est soutenu aussi bien par Jacques Chirac que par une frange du PS où l'on trouve Jean-Pierre Chevènement. L'aide aux Kurdes crée également un clivage au sein de MSF, qui y voit un alignement sur des positions américaine et israélienne. Philippe Bernier, pro-irakien, est mis en minorité, mais Kouchner n'obtient pas l'autorisation de publier un article dans Le Monde. Par la suite, Kouchner a toujours gardé des rapports avec les Kurdes. Il effectue plusieurs autres voyages clandestins au Kurdistan. En 1983, en pleine guerre Iran-Irak, il rencontre Jalal Talabani, un leader kurde qui s'oppose plus ou moins aux Barzani et devint président d'Irak en 2005.
En 1991, à l'issue de la défaite militaire de Saddam Hussein dans la guerre du Golfe, Kouchner, alors Secrétaire d'État chargé de l'action humanitaire, réclame dans Le Monde que les armées de coalition poussent jusqu'à Bagdad pour renverser le tyran. Pendant la guerre du Golfe, les Kurdes et les chiites s'étaient révoltés, et le cessez-le-feu permettait à l'armée de Saddam Hussein d'aller mater les révoltes. Un groupe de pression formé autour de Kouchner, André Glucksmann, Yves Montand, Danielle Mitterrand, obtient que la France fasse voter au Conseil de sécurité des Nations unies la résolution 688 qui ouvrait la voie à une opération militaire pour protéger les populations civiles. Il effectue ensuite plusieurs voyages en Turquie et en Iran d'où sont organisés des parachutages sur le Kurdistan irakien. Ensuite, en vertu de la résolution 688, les aviations américaine et britannique assurent la sécurité d'un sanctuaire kurde, en territoire irakien. C'est dans ce sanctuaire que Kouchner se rend en compagnie de Danielle Mitterrand en juillet 1992. En 1994, alors que les partisans de Barzani et ceux de Talabani s'entredéchirent, il convainc François Mitterrand d'inviter les deux factions kurdes à Rambouillet, ce qui n'empêche pas la guerre entre Kurdes de durer encore deux ans.
Kouchner se rend à nouveau au Kurdistan en octobre 2002, alors que la guerre civile kurde a pris fin et que les Américains de George W. Bush sont en train de préparer la guerre d'Irak. Il y rencontre Talabani qui l'assure que les Kurdes souhaitent la guerre américaine.
Le 4 février 2003, il publie un éditorial avec Antoine Veil dans Le Monde intitulé « Ni la guerre ni Saddam » où il se déclare opposé à l'imminente guerre d'Irak, Saddam Hussein devant être contraint à abandonner le pouvoir par la pression diplomatique, via l'ONU,.
Toutefois, la perspective d'un départ négocié du dictateur irakien s'éloignant, et devant le raidissement des positions entre les partisans de la guerre, groupés autour des États-Unis et du Royaume-Uni, et leurs opposants, emmenés par la France, la Russie et la Chine, sa position évolue, et il dénonce l'éventualité d'un veto de la France au Conseil de sécurité de l'ONU,,. Au printemps 2003, il est, avec André Glucksmann, Pascal Bruckner, Alexandre Adler, Romain Goupil, Alain Madelin, Pierre Lellouche, Hervé Mariton, l'une des rares personnalités françaises à ne pas désapprouver la guerre engagée par les États-Unis et leurs alliés contre l'Irak.
Ministre des Affaires étrangères et européennes, Bernard Kouchner se rendra à nouveau au Kurdistan d'Irak le 1er juin 2008, afin d'y inaugurer le premier Consulat général de France à Erbil, capitale de la Région du Kurdistan. Il y prononcera un discours bouclant ainsi une amitié avec les Kurdes de près de quarante ans. Deux ans après, en juin 2010, il accueillait à Paris], aux côtés du président Sarkozy, le président Massoud Barzani.
Le 25 septembre 2017, Bernard Kouchner fait partie des observateurs internationaux du référendum d'indépendance du Kurdistan d'Irak, aux côtés notamment du docteur Frédéric Tissot, ancien consul de France à Erbil.

### Proche-Orient
Les premières prises de position de Kouchner vis-à-vis de l'État d'Israël et des Palestiniens datent de la guerre des Six Jours, alors qu'il collabore avec Emmanuel d'Astier de La Vigerie à l'éphémère mensuel L'Évènement. Ce fut d'ailleurs un motif de rupture entre les deux hommes, Kouchner ne supportant pas les reportages d'Astier qu'il estime complaisants sur des dirigeants arabes comme Abdel Nasser ou le roi Hussein de Jordanie. La position que Kouchner avait exprimée dans un dossier de L'Évènement (« La volonté nationale du peuple palestinien est légitime et rien n'interdit sa coexistence avec le peuple d'Israël ») étant proche de celle de Marek Halter, il rejoint ce dernier au Comité international de la gauche pour la paix au Proche-Orient mais se démarque du soutien inconditionnel aux Palestiniens contre l'État d'Israël, fréquente chez les jeunes juifs d'extrême gauche de son entourage (voir antisionisme).
Dans les années qui suivent, marquées par les répercussions du problème palestinien en Jordanie et au Liban, Kouchner effectue de fréquentes missions humanitaires dans cette région du monde. Avant la création de MSF, dès septembre 1970 (ultérieurement appelé Septembre noir par les Palestiniens), Kouchner répond à un appel du Comité international de la Croix-Rouge. Il se rend alors avec Max Récamier et deux autres médecins en Jordanie où l'affrontement entre l'armée du roi Hussein de Jordanie et les Palestiniens de Yasser Arafat a tourné au désavantage de ces derniers, et a provoqué le massacre de dizaines de milliers de Palestiniens. Les quatre médecins français montent un dispensaire en collaboration avec le service de santé palestinien.
Quelques années plus tard, en 1976, sa présence au Liban se situe dans le cadre de Médecins sans frontières dont il est l'une des figures de proue. À l'invitation du Croissant Rouge palestinien, MSF installe un hôpital de fortune dans la banlieue de Beyrouth, à Nabaa, enclave chiite dans un quartier tenu par les phalanges chrétiennes libanaises. Kouchner qui avait participé à l'installation s'y rend pratiquement chaque mois pour accompagner les nouvelles équipes. Il se rend aussi à Saïda ravagé par les bombardements israéliens où MSF s'était installé dans un hôpital, puis, en 1978, dans le quartier chrétien de Beyrouth bombardé par les Syriens. Dans les années 1980, alors qu'il a quitté MSF, Kouchner retourne fréquemment au Liban. En 1989, lors de l'offensive syrienne, Kouchner, chargé de l'action humanitaire dans le gouvernement Rocard, obtient qu'un bateau militaire, La Rance soit mis à sa disposition pour l'évacuation des blessés.
Il soutient en personne l'Initiative de Genève, plan de paix alternatif prévoyant la création d'un État palestinien aux côtés d'Israël, et prend part au « groupe de contact » soutenant l'initiative. Kouchner est reçu Docteur honoris causa de l'Université hébraïque de Jérusalem (UHJ) en 2005. En 2007, sa nomination comme ministre des Affaires étrangères après l'élection de Sarkozy est vue de manière très positive par les milieux gouvernementaux israéliens qui s'étaient inquiétés de la possible nomination d'Hubert Védrine à ce poste.

### Soudan et Tchad
Bernard Kouchner se bat pour aider les réfugiés du Darfour et, lors de son arrivée à ses fonctions de ministre des Affaires étrangères, il affirme vouloir y ouvrir un couloir humanitaire.
Un de ses anciens collègues de Médecins sans frontières, le docteur Denis Lemasson, considère cela comme un mélange entre approche militaire et humanitaire, et y voit un rapport récent entre le rejet par les gouvernements soudanais et tchadien de l'exploitation du pétrole par le groupe français Total dans la région,.
Lorsque l'association Arche de Zoé tente d'emmener en France des enfants du Tchad, les présentant comme orphelins du Darfour, et que ses membres sont arrêtés et inculpés par la justice tchadienne d'« enlèvement de mineurs en vue de compromettre leur état civil » et d'« escroquerie », Éric Breteau, un des principaux organisateurs de l'association, accuse Bernard Kouchner, alors ministre des Affaires étrangères, d'être impliqué dans l'affaire.

### Chine
En octobre 2010, concernant l'attribution du prix Nobel de la paix au Chinois Liu Xiaobo, il déclare :
« La France a exprimé sa préoccupation dès l'arrestation de Liu Xiaobo et appelé à sa libération à plusieurs reprises. Le comité Nobel a voulu adresser un message à tous ceux qui militent pour la protection des droits de l'homme ».

### Europe
Il est un fervent défenseur de la cause européenne. Il a pris position en faveur du traité de Lisbonne quand celui-ci était menacé par un « non » irlandais au référendum.
En octobre 2011, il cosigne la lettre ouverte de George Soros appelant, dans le Financial Times à plus d'Europe et plus d'intégration fiscale, face à la crise de l'euro.

### Devoir d'ingérence
Dans les années 1980, entre autres dans un ouvrage coécrit avec le professeur Mario Bettati, Bernard Kouchner théorise le « devoir d'ingérence », ou obligation, selon lui, pour les États qui le peuvent, principalement les démocraties occidentales, d'intervenir, pour raison humanitaire, dans tout État où la population souffre et/ou les droits de l'homme, considérés dans cette optique comme universels, seraient bafoués. Il s'agit d'une extension, en plus fort, du concept de droit d'ingérence (le droit est transformé en devoir moral) qui est parfois invoqué, mais se heurte, d'un point de vue juridique, au principe de souveraineté des États, garanti par la Charte de l'Organisation des Nations unies,.
Ce « devoir » est fortement critiqué comme étant un possible « néo-impérialisme », notamment par Jean-Pierre Chevènement qui argumente qu'on ne voit jamais le faible s'ingérer chez le fort mais toujours le fort chez le faible.

## Fonctions politiques

### Fonctions parlementaires
- 1994-1997 : député européen

### Fonctions gouvernementales
- Ministre
  - du 4 avril 1992 au 30 mars 1993 : ministre de la Santé et de l’Action humanitaire du gouvernement Pierre Bérégovoy
  - du 18 mai 2007 au 13 novembre 2010 : ministre des Affaires étrangères et européennes du gouvernement François Fillon (1) et (2)
- Ministre délégué
  - du 6 février 2001 au 7 mai 2002 : ministre délégué auprès du ministre de l'Emploi et de la Solidarité, chargé de la Santé du gouvernement Lionel Jospin
- Secrétaire d'État
  - du 13 mai au 28 juin 1988 : secrétaire d'État auprès du ministre des Affaires sociales et de l'Emploi, chargé de l'Insertion sociale du gouvernement Michel Rocard (1)
  - du 28 juin 1988 au 17 mai 1991 : secrétaire d'État auprès du Premier ministre chargé de l'Action humanitaire du gouvernement Michel Rocard (2)
  - du 17 mai 1991 au 4 avril 1992 : secrétaire d'État auprès du ministre d'État, ministre des Affaires étrangères, chargé de l'Action humanitaire du gouvernement Édith Cresson
  - du 4 juin 1997 au 28 juillet 1999 : secrétaire d'État auprès du ministre de l'Emploi et de la Solidarité, chargé de la Santé du gouvernement Lionel Jospin

### Autres fonctions exécutives
- Représentant spécial du secrétaire général des Nations unies au Kosovo et chef de la Mission d'administration intérimaire des Nations unies au Kosovo (MINUK) de juillet 1999 à janvier 2001.
- Représentant de l'Union européenne au sein du Groupe international indépendant d'éminents experts (GIIEE) chargé de surveiller au Sri Lanka la commission d'enquête présidentielle sur les violations des droits de l'homme commis depuis août 2005.

### Affiliations
- D'après la liste arrêtée au 11 novembre 2003, il est membre du comité d'orientation scientifique de l'association fondée par Michel Rocard et Dominique Strauss-Kahn, À gauche en Europe.
- Professeur titulaire de la chaire « santé et développement » au Conservatoire national des arts et métiers (CNAM) depuis 2002[141].
- Membre du conseil d'administration de PlaNet Finance[142].
- Président du conseil d'administration du programme Esther (Ensemble pour une solidarité thérapeutique hospitalière en réseau)[143].
- Fondateur et dirigeant de BK Conseil (Siret 42453077200013, fondée en 2003), qui a notamment pour client Total[144].
- Président-fondateur de BK Consultants (Siret 45156985900015, fondée en 2004).
- Enseignant à la Harvard School of Public Health[145].
- Membre fondateur de La Chaîne de l'espoir[146] présidée par le professeur Alain Deloche.
- Administrateur de l'International Women Health Coalition[147].
- Membre du Comité d'honneur de la fondation Children Action[148].
- Il est membre du club Le Siècle[149] et de la fondation Saint-Simon.
- En 2005, il a été parrain de l'École supérieure de commerce et développement 3A.

## Controverses et scandales

### Le rapport sur les activités de Total en Birmanie (2003)
Kouchner rend en 2003 un rapport pour Total, payé 25 000 € par cette entreprise, où il affirme notamment que « le recours au travail forcé est une coutume ancienne […] Ayant été prévenue de cette violation des droits de l'homme, la compagnie Total exigea que ces exactions cessent. Elle s'en ouvrit à Rangoon aux dirigeants qui promirent d'intervenir et le firent […] Sur place, les responsables de la compagnie française allèrent jusqu'à payer le salaire habituel aux villageois qui avaient été raflés et forcés de travailler ». Les liaisons entre les groupes pétroliers français Total et américain Unocal avec la junte birmane, pratiquant l’esclavage et les viols sur la population, est dénoncé par les associations de défense des droits de l'homme comme la FIDH, ERI et la CISL,,. Ce rapport de 19 pages, réalisé par la société BK conseils créée pour l'occasion, fut utilisé pour défendre Total contre des victimes birmanes ayant porté plainte contre le groupe.

### Chant pour l’intégration avec Muhabbet (2007)
Le 12 novembre 2007, Bernard Kouchner accompagné par son collègue Frank-Walter Steinmeier prend part à un chant avec le chanteur turc Muhabbet. Le chant était destiné à faire la promotion de l’intégration et de la lutte contre la violence. Un jour après cet évènement, la journaliste de télévision allemande Esther Schapira rapporte que le chanteur Muhabbet fait la promotion de la violence et de la criminalité dans ses chansons et qu’il est un islamiste et avait justifié notamment l’assassinat de Theo van Gogh,. Le chanteur a rejeté ces accusations[réf. souhaitée].

### Le livre de Péan (2009)
En 2008 et 2009, deux livres ont été publiés dressant chacun un portrait de Bernard Kouchner. L'un à décharge, Les 7 Vies du Dr Kouchner, de Michel-Antoine Burnier (XO éditeur), l'autre à charge, Le Monde selon K, de Pierre Péan (Fayard).
Dans son livre publié le 4 février 2009 aux Éditions Fayard, Pierre Péan met Bernard Kouchner en cause pour des activités de conseil qu'il a eues auprès des autorités du Gabon et de la République du Congo, dans le cadre de la réforme du secteur de la santé de ces pays, et notamment pour une intervention dans le recouvrement de factures pour deux sociétés de conseil, Africa Steps et Imeda, alors qu'il était déjà nommé au Quai d'Orsay. Après des déclarations de Jean-Marie Bockel condamnant la Françafrique, Omar Bongo aurait révélé à Nicolas Sarkozy les affaires de Bernard Kouchner et obtenu la mutation de Jean-Marie Bockel dont le ministre de tutelle était Bernard Kouchner. À la suite de ces révélations, le ministre a évoqué des « allégations inexactes, ». À la suite du livre de Péan, Le Monde selon K, Arrêt sur images souligne le silence des médias sur ces affaires de conflits d'intérêts et Arnaud Montebourg, dans un communiqué, dénonce un « ex-French doctor » qui se retrouve « dans une pénible dérive affairiste où l'argent de la Françafrique rémunère grassement le faux idéal de Bernard Kouchner », ce qui, selon lui, « achève de déconsidérer l'intéressé, en confirmant sa préférence pour l'argent et l'affairisme, plutôt que la défense de l'idéal des droits de l'homme ». Le ministre a réagi dans Le Nouvel Observateur, ce qui a déclenché une polémique médiatique. Pour Le Monde, « l'ouvrage est principalement une attaque en règle de la politique de Bernard Kouchner, sur fond de désaccord idéologique majeur exprimé par l'écrivain, en particulier sur le génocide rwandais » qui occupe en effet une grande partie du livre — mais pas autant que ce qui concerne les relations de Kouchner avec des dictateurs africains. À l'étranger, de grands journaux ont favorablement rendu compte du livre de Pierre Péan (The Guardian, The Independent, The Washington Post). Sur l'échiquier politique, la droite prend le parti du ministre des Affaires étrangères tandis que la gauche hésite après les explications de Bernard Kouchner devant les députés.
Le 25 février 2009, France Inter met en ligne sur son site l'intégralité des rapports sur les systèmes de santé gabonais et congolais effectués par Bernard Kouchner en 2004 et 2007, pour des sociétés privées tenues par ses proches. D'après France Inter, ces rapports n'ont connu aucune suite,.

### Soutien à Roman Polanski
Bernard Kouchner a été critiqué pour le soutien qu'il a apporté au cinéaste Roman Polanski dans le cadre d'un viol sur une enfant de 13 ans, dans les années 1970. Il a notamment écrit à la secrétaire d'État américaine Hillary Clinton, pour demander la libération du cinéaste franco-polonais Roman Polanski en 2009. En 2010, à la suite notamment des accusations d'abus sexuel portées contre lui par l'actrice britannique Charlotte Lewis, il a également déclaré que « la Suisse s'honorerait en libérant Roman Polanski » et « Il y a un contenu humain international dans l'arrêt des souffrances morales de cet homme qui devrait être un des patrimoines de l'humanité ».

### Trafic d’organes au Kosovo
Kouchner a été accusé d'avoir couvert un trafic d'organes de grande ampleur alors qu'il exerçait les fonctions de Haut représentant du secrétariat général de l'ONU au Kosovo. Un rapport présenté le 16 décembre devant le Conseil de l'Europe par le député suisse Dick Marty dénonce l'existence d'un trafic d'organes effectué par l'armée de libération du Kosovo sur des prisonniers notamment serbes. Le trafic se serait poursuivi au moins jusqu’en 2001, deux ans après l’arrivée des troupes de l’OTAN et l’instauration du protectorat des Nations unies au Kosovo. Le document rapporte que les victimes étaient abattues d’une balle dans la tête avant que les organes, principalement des reins, soient prélevés. Parallèlement à ce trafic, Dick Marty parle notamment d'une hausse exceptionnelle des transplantations rénales à l’hôpital universitaire de Jérusalem, en Israël,. 
Interrogé par un journaliste serbe sur le trafic d’organes le 27 février 2010 alors qu’il se trouvait en voyage officiel au Kosovo, Bernard Kouchner, alors ministre des Affaires étrangères, avait éclaté de rire et démenti avoir couvert le trafic. Pour le capitaine canadien Stu Kellock, ancien chef du département de police de la Minuk, « Je ne peux pas affirmer que Kouchner connaissait le trafic d’organes, mais il est impossible qu’il n’ait pas eu d’informations sur le crime organisé au Kosovo ». Bernard Kouchner a toujours nié avoir assuré l'impunité aux dirigeants de la guérilla albanaise.

## Divers
- Bernard Kouchner, sous le pseudonyme de Bernard Gridaine, est aussi le cocréateur de séries télévisées françaises :
  - Médecins de nuit pour Antenne 2 en 1978. Il y fait même une apparition dans le rôle d'un garçon de café ;
  - Hôtel de police pour Antenne 2 en 1985. Il y fait quelques apparitions ;
  - En cas de bonheur pour TF1 en 1989, feuilleton qui connut moins de succès.
- Dans une interview en anglais au quotidien israélien Haaretz Bernard Kouchner a déclaré qu'Israël allait « manger » l'Iran si ce dernier se dotait d'une arme nucléaire ; en fait il voulait dire « hit » (frapper) mais il a oublié de prononcer le « h » et a trop allongé la voyelle « i » qu'il fallait prononcer très brève, si bien que ses interlocuteurs ont compris « eat » (manger) et ont reproduit l'erreur dans le journal. Il a fallu qu'il démente officiellement[178].
- Il a fait et renouvelé, avec son ami Alain Minc, le serment de ne jamais accepter de distinction honorifique autre que militaire[179].
- Il a signé l’« appel du 18 joint », paru dans le journal Libération le 18 juin 1976 et appelant à la dépénalisation et la légalisation du cannabis.
- Il a signé la pétition parue dans Le Monde du 26 janvier 1977 appelant à la libération de 3 hommes jugés pour des actes pédophiles[180].

## Publications
- La France sauvage, avec Michel-Antoine Burnier, éditions Premières, 1970
- Les Voraces : Tragédie à l'Élysée, avec Frédéric Bon et Michel-Antoine Burnier, 1974
- L'Île de lumière, coll. « Document », Ramsay, Paris, 1980, 406 p. - [12] p. de pl.  (ISBN 2859561781)
- Charité Business, Le Pré-aux-clercs, Paris, 1986, 271 p.  (ISBN 2-7144-1877-5)
- Le Devoir d'ingérence, 1988
- Les Nouvelles Solidarités, 1989
- Le Malheur des autres, éd. Odile Jacob, Paris, 1991, 339 p,  (ISBN 2-7381-0144-5)
  - Rééd. coll. « Points », Le Seuil, Paris, 1992  (ISBN 2-02-018924-0)
- Dieu et les Hommes, avec l'abbé Pierre, Robert Laffont, Paris, 1993, 231 p.  (ISBN 9782221076187)
- Ce que je crois, Grasset, Paris, 1995  (ISBN 2246479711)
- Vingt idées pour l'an 2000, 1995
- La Dictature médicale, avec Patrick Rambaud, Robert Laffont, Paris, 1996, 200 p.  (ISBN 2-221-08291-5)
- Le Premier qui dit la vérité…, Robert Laffont, Paris, 2002, 281 p.  (ISBN 2221098374)
- Quand tu seras président…, avec Daniel Cohn-Bendit, Robert Laffont, Paris, 2004, 375 p.  (ISBN 2221099524)
- Les Guerriers de la paix : du Kosovo à l'Irak, « Le Livre de poche », Grasset, 2004, 475 p.  (ISBN 2-2531-0979-7)
- La Fabrique démocratique, Robert Laffont, 2006  (ISBN 2221106458)
- Deux ou trois choses que je sais de nous, Robert Laffont, Paris, 2006  (ISBN 2-221-10645-8)
- Pierre Lunel (préf. Bernard Kouchner), Sœur Emmanuelle : La biographie, Anne Carrière, 2006.
- Avec Adam Michnik, Mémoires croisées, Paris, Allary, 18 septembre 2014, 453 p. (ISBN 978-2-37073-030-5).
- José Nicolas (préf. Bernard Kouchner), French doctors : Une aventure humanitaire, Éditions de la Martinière, 2017.